# Зенгин, Ибрагим
Ибрагим Зенгин (тур. İbrahim Zengin; 1931, Амасья, Турция — 10 июля 2013, Турхал, Токат, Турция) — турецкий борец вольного стиля, серебряный призёр Олимпийских игр, бронзовый призёр чемпионата мира.

## Биография
Родился в 1931 году в Амасье. Подростком, как и все турецкие борцы в том время, занимался масляной борьбой. Затем начал заниматься вольной борьбой, его заметил Яшар Догу, который и начал тренировать Зенгина.
В 1951 году дебютировал на чемпионате мира по вольной борьбе и завоевал бронзовую награду, пропустив вперёд себя Улле Андерберга и Гарибальдо Ниццолу. В 1956 году на Олимпийских играх выступал в соревнованиях по вольной борьбе в полусреднем весе и завоевал серебряную медаль игр.
См. таблицу турнира.
В 1957 году завоевал Кубок Адриатики.
В конце 1950-х закончил карьеру и стал тренером в Токате.
Умер в 2013 году в Турхале, провинции Токат от сердечной недостаточности и болезни Альцгеймера.